# Rigyác, Zala
Rigyác  este un sat în districtul Nagykanizsa, județul Zala, Ungaria, având o populație de 390 de locuitori (2011). 

## Demografie
Componența etnică a satului Rigyác
     Maghiari (98,87%)
     Romi (1,13%)
Componența confesională a satului Rigyác
     Romano-catolici (85,64%)
     Reformați (1,54%)
     Fără religie (1,28%)
     Necunoscută (11,54%)
Conform recensământului din 2011, satul Rigyác avea 390 de locuitori. Din punct de vedere etnic, majoritatea locuitorilor (98,87%) erau maghiari, cu o minoritate de romi (1,13%).  Din punct de vedere confesional, majoritatea locuitorilor (85,64%) erau romano-catolici, existând și minorități de reformați (1,54%) și persoane fără religie (1,28%). Pentru 11,54% din locuitori nu este cunoscută apartenența confesională.